# Вега (космический аппарат)
«Ве́га» (название происходит от слов «Венера» и «Галлей») — советские автоматические межпланетные станции, предназначенные для изучения Венеры и кометы Галлея. Были изготовлены два идентичных аппарата («Вега-1» и «Вега-2»), которые в 1984—1986 годах успешно выполнили свои программы полёта, в частности, впервые провели изучение венерианской атмосферы с помощью аэростатов: это был первый опыт воздухоплавания сквозь внеземную атмосферу в истории.
Научным руководителем проекта был академик Р. З. Сагдеев. В конструировании научных приборов и обслуживающих их систем участвовали учёные девяти стран: СССР, Австрии, Болгарии, Венгрии, ГДР, Польши, Франции, ФРГ и Чехословакии. В проекте принимали участие Европейское космическое агентство, Япония, США. В СССР созданием научного комплекса проекта «Вега» занимался ряд научных учреждений и учёных, 12 человек были награждены Госпремией СССР (в 1986 году).
В честь АМС «Вега-1» и АМС «Вега-2» названа земля Веги (лат. Vega Terra) на Плутоне (название утверждено МАС 30 мая 2019 года).

## Характеристики аппаратов
Общая масса станции в полностью снаряжённом состоянии составляла 4920 кг. Станции серии «Вега» состояли из двух частей — пролётного аппарата массой 3170 кг и спускаемого аппарата массой 1750 кг. Полезной нагрузкой спускаемого аппарата являлись посадочный аппарат массой 680 кг и аэростатный атмосферный зонд, масса которого вместе с парашютами и системой наполнения гелием не превышала 120 кг.
Данные с посадочных аппаратов ретранслировались на Землю через пролётные аппараты, а с аэростатных зондов — непосредственно на 60—70-метровые антенны, расположенные на территории ряда государств, в том числе СССР и США.
Автоматические станции «Вега» являются последними аппаратами, созданными на базе станций «Марс-71».

### Посадочный аппарат
Посадочный аппарат был оборудован следующими научными приборами:
- датчики для измерения температуры и давления атмосферы (СССР);
- спектрофотометр для исследования атмосферы Венеры (СССР, Франция);
- газовый хроматограф для изучения химического состава атмосферы и облачного слоя Венеры (СССР);
- прибор для изучения элементного состава аэрозоля облаков (СССР);
- спектрометр для получения данных об аэрозольном слое облаков Венеры (СССР);
- масс-спектрометр для исследования облаков (СССР, Франция);
- измеритель влажности для определения содержания водяных паров в атмосфере (СССР);
- спектрометр с грунтозаборным устройством для рентгенофлюоресцентного анализа состава пород венерианского грунта (СССР);
- гамма-спектрометр для определения в венерианских породах содержания естественных радиоактивных элементов — урана, тория, калия (СССР);
- прибор для определения физико-механических свойств поверхностного слоя грунта (СССР).

Для изучения состава грунта посадочный аппарат располагал маленькой буровой установкой.

### Аэростатный зонд
Аэростатный зонд состоял из фторопластовой оболочки аэростата диаметром 3,4 метра, наполненной гелием, и подвешенной на капроновом фале длиной 13 метров гондолы массой 6,9 кг. На несущей конструкции гондолы установлены аппаратура для измерения метеорологических параметров (датчики температуры, давления, вертикальной скорости ветра, коэффициента обратного рассеяния атмосферы, световых вспышек, освещённости), радиосистема и блок питания. Использование стандартного спускаемого аппарата диаметром 2,4 метра, в котором размещался ещё и посадочный аппарат, не позволяло поместить в него аэростатный зонд большого размера. Вследствие этого в НПО имени С. А. Лавочкина был разработан и изготовлен компактный аэростат с системой наполнения гелием. Контейнер для аэростата, расположенный на спускаемом аппарате вокруг антенны, имел тороидальную форму. Масса аэростата вместе с вытяжными парашютами, балластом, гелиевым баллоном и пиротехническими системами отстрела составляла 120 кг. Собственно аэростат имел массу 21,5 кг: оболочка из фторопластовой сетки, покрытой фторопластовой плёнкой, и капроновый фал — 12,5 кг; гелий в оболочке — 2,1 кг; гондола — 6,9 кг. Оболочка аэростата в рабочем состоянии была заполнена гелием с избыточным давлением 30 мбар. Утечка гелия из оболочки за расчётное время работы батареи зонда (2 суток) не превышала 5 %, что соответствовало потере высоты около 0,5 км. Оболочка была прозрачна для радиоволн.
Гондола аэростатного зонда имела 1,2 метра в высоту и состояла из трёх частей, соединённых гибкими стропами. Верхняя часть представляла собой коническую направленную передающую антенну (высота 37 см, диаметр основания 14 см, половинный угол раствора 15°); к вершине конуса прикреплялся фал, соединяющий гондолу с аэростатной оболочкой. Средняя секция гондолы, присоединённая к верхней двумя гибкими стропами, представляла собой прямоугольный контейнер с размерами 40,8 × 14,5 × 13,0 см. В верхней части секции находились радиопередатчик, модулятор, система обработки данных и электроника для обработки сигнала и регулировки мощности. В нижней части средней секции находились датчики давления и освещённости, а также откидной кронштейн, на котором были установлены датчики температуры и вертикальный анемометр. Нижняя секция гондолы (прямоугольный контейнер с размерами 9,0 × 14,5 × 15,0 см) также крепилась к средней двумя гибкими стропами. В ней находились нефелометр и батареи. Литиевые батареи с общей массой 1 кг и ёмкостью 250 Вт·ч обеспечивали ожидаемую продолжительность автономной работы зонда от 46 до 52 часов. Гондола была покрыта белой защитной краской для предохранения от коррозии, вызываемой серной кислотой, и увеличения поверхностного альбедо.
Электроника зонда обеспечивала однонаправленную связь с Землёй, без приёма команд. Радиопередатчик (частота несущей 1,6679 ГГц, выходная мощность 4,5 Вт) мог работать в двух режимах. В телеметрическом режиме за 30-секундной передачей чистой несущей для доплеровских измерений антеннами РСДБ скорости зонда следовал 270-секундный период передачи 48-битного синхронизирующего слова и 852 битов данных, собранных за предыдущие 30 минут (всего 900 битов в посылке, со скоростью 4 бит/с для первых 840 битов и 1 бит/с для последних 60), а затем ещё одна 30-секундная передача несущей. В режиме координатного излучения, используемом для отслеживания антеннами РСДБ координат и скорости зонда, в течение 330 с в боковых полосах передавались два тона с частотой ±3,25 МГц и подавлением несущей на 20 дБ. На Земле для РСДБ-слежения использовались 20 антенн — 6 на территории СССР, координируемые Институтом космических исследований АН СССР, и 14 по всему миру (в том числе 11 астрономических радиотелескопов и 3 антенны Сети дальней космической связи НАСА), координируемые Национальным центром космических исследований Франции, фактически все крупнейшие радиотелескопы мира, существовавшие в то время. В течение первых 10 часов автономного полёта каждого аэростатного зонда, а также с 22-го по 34-й час сеансы связи проводились каждые 30 минут, причём за одним координатным сеансом следовали три телеметрических. В течение периода с 10-го по 22-й час и с 34-го часа до конца миссии сеансы связи проводились каждые 60 минут, поочерёдно по 1 телеметрической и 1 координатной передаче, с целью экономии ресурса батареи.

### Пролётный модуль
На пролётном аппарате были установлены следующие научные приборы:
- телевизионная система (СССР, Венгрия, Франция);
- инфракрасный спектрометр (Франция);
- трёхканальный спектрометр 0,3—1,7 мкм (Болгария, СССР, Франция).
- пылеударный масс-спектрометр для исследования химического состава пылевых частиц (СССР, ФРГ, Франция);
- три счётчика пылевых частиц (СССР, Венгрия);
- магнитометр (Австрия, СССР);
- спектрометр кометной плазмы (Венгрия, СССР, ФРГ);
- спектрометр энергичных частиц (Венгрия, СССР, ФРГ);
- измеритель нейтрального газа (ФРГ, Венгрия, СССР);
- анализатор плазменных волн высокочастотный (СССР, Франция);
- анализатор плазменных волн низкочастотный (Польша, СССР, Чехословакия).

За техническую часть работы телевизионной системы отвечал Г. А. Аванесов. Телевизионные системы обоих пролётных модулей («Вега-1» и «Вега-2») были однотипны. Они состояли из двух телекамер: длиннофокусной, дававшей при расстоянии 10 000 км разрешение 100 м, и короткофокусной с разрешением 800 м, но бо́льшим полем зрения. Изображение каждой камеры принималось на матрицу 512×512 из кремниевых фотоэлементов, в диапазоне 400—1000 нм. При съёмке кометы «Вега» занимала фиксированное положение в трёхосной системе координат благодаря гироскопам, управлявшим реактивными двигателями. Телевизионная система располагалась на поворотной платформе, которая, вращаясь по командам, подаваемым телевизионной системой, направлялась на комету.

## Полёт

### Изучение Венеры
«Вега-1» и «Вега-2» стартовали 15 и 21 декабря 1984 года с космодрома Байконур с помощью ракеты «Протон».
Через 6 месяцев полёта аппараты преодолели 45 млн км и приблизились к Венере. 9 и 13 июня 1985 года от «Веги-1» и «Веги-2» были отделены спускаемые аппараты, которые 11 и 15 июня доставили на Венеру посадочные аппараты и аэростатные зонды.

#### Работа посадочных аппаратов
В процессе снижения посадочных аппаратов измерялись характеристики облачного слоя и химического состава атмосферы. Была измерена концентрация аэрозоля серной кислоты в облаках (в среднем 1 мг/м3 на высотах 61,5—48 км над местом посадки «Веги-1» и 0,6 мг/м3 над местом посадки «Веги-2»), а также обнаружено присутствие серы, хлора и, вероятно, фосфора. Плотность облаков оказалась невысокой (по земным меркам), концентрация была максимальна в двух слоях, имеющих ширину 3—5 км и расположенных на высотах 50 и 58 км.
Посадочные аппараты совершили мягкую посадку на ночную сторону Венеры в районе равнины Русалки, в точках с координатами 8°06′ с. ш. 175°51′ в. д. / 8,10° с. ш. 175,85° в. д. («Вега-1») и 7°08′ ю. ш. 117°40′ в. д. / 7,14° ю. ш. 117,67° в. д. («Вега-2»). В ходе спуска в атмосфере нештатно (досрочно) включилась аппаратура первого посадочного аппарата, предназначенная для исследований на поверхности — таким образом, эта часть эксперимента не была выполнена. Второй посадочный аппарат успешно выполнил программу исследований на поверхности, передача сигнала продолжалась 56 минут.
Посадочный аппарат «Веги-2» впервые совершил посадку в высокогорном районе, поэтому анализ грунта в этом месте представлял особый интерес. После посадки были осуществлены заборы грунта и проведены измерения рентгенофлюоресцентных спектров венерианской породы, которая оказалась близка к оливиновому габбро-нориту.
Гамма-спектрометры обеих АМС, предназначенные для измерения содержания урана, тория и калия в венерианских породах, начали работать во время спуска посадочных аппаратов на высоте 25 км и функционировали вплоть до окончания их работы. В обеих точках, где сели посадочные аппараты, обнаружены породы с относительно невысокими содержаниями естественных радиоактивных элементов.

#### Работа аэростатных зондов
Аэростатные зонды были вытянуты из своих отсеков в посадочных аппаратах на высоте около 60 км с помощью вспомогательных парашютов. На высоте около 55 км, через 200 секунд после входа в атмосферу, с помощью второго парашюта были развёрнуты аэростатные баллоны из фторопластовой плёнки диаметром 3,4 метра, которые в течение около 100 секунд наполнялись гелием, после чего парашют и наддувная система были отстрелены на высоте около 54 км. После спуска до высоты около 50 км был сброшен балласт, и зонды начали подниматься. Через 15—25 минут они достигли стабильной высоты и начали дрейф в атмосфере планеты на высоте 53—55 км, проводя измерения метеорологических параметров. Высота дрейфа соответствовала среднему, наиболее активному слою трёхслойной системы венерианских облаков. Давление на этой высоте составляло 0,54 атм, а температура от 27 до 43 °C.
Данный облачный слой является наиболее плотным в атмосфере Венеры, и в нём, как предполагалось, наиболее отчётливо должна проявляться суперротация атмосферы Венеры — глобальное вращение атмосферы с востока на запад. Каждый зонд проработал около 46 часов («Вега-1»: с 02:08 UT 11 июня по 00:38 UT 13 июня; «Вега-2»: с 02:07 UT 15 июня по 00:38 UT 17 июня; указано время получения сигналов на Земле). За это время первый зонд пролетел под действием ветра около 11 600 км, второй — около 11 100 км со средней скоростью 250 км/ч. Зонды измеряли вдоль трассы полёта температуру, давление, вертикальные порывы ветра, дальность видимости в облаках, среднюю освещенность и отслеживали наличие световых вспышек от молний. Первый зонд дрейфовал вдоль экватора в северном полушарии, второй — в южном. Продолжительность полёта зондов после последнего сеанса связи неизвестна.
Данные зондов показали наличие очень активных процессов в облачном слое Венеры, характеризующихся мощными восходящими и нисходящими потоками. Когда аэростатный зонд «Веги-2» пролетал над вершиной высотой 5 км, которая расположена в районе Афродиты, он попал в воздушную яму и резко снизился на 1,5 км. Оба зонда обнаружили на ночной стороне вариации освещённости и световые вспышки, то есть грозовые разряды. Аэростатный эксперимент позволил получить новую, уникальную информацию об атмосфере планеты.

### Изучение кометы Галлея
«Веги» и комета Галлея двигались на встречных курсах, и скорость сближения превышала 70 км/с. Если бы аппараты опоздали хотя бы на час, то отклонение при сближении составило бы порядка 100 тыс. км. Трудность состояла ещё и в том, что заранее невозможно было рассчитать траекторию движения кометы с необходимой точностью. Для наземной астрометрической поддержки в СССР была разработана и реализована программа СоПроГ, в которой приняли участие 22 астрономических учреждения. Уточнение орбиты кометы продолжалось вплоть до прохождения «Вег» мимо её ядра. Благодаря информации, полученной от «Вег», удалось более точно подвести к комете европейский аппарат «Джотто» (на расстояние 596 км).
Орбиты «Вег», в отличие от орбиты кометы Галлея, практически лежали в плоскости эклиптики. Поэтому для неограниченного сближения их с кометой нужно было выполнить два условия: в пространстве аппарат должен быть близок к одной из точек пересечения траектории кометы с плоскостью эклиптики — нисходящему либо восходящему узлу её орбиты, а время приближения аппарата к узлу должно быть близко ко времени прохождения через него кометы. Был выбран нисходящий узел, через который комета прошла после прохождения перигелия, 10 марта, около этой даты и происходило сближение «Вег» с кометой. 6 и 9 марта 1986 года «Веги» прошли на расстоянии 8890 и 8030 км от ядра кометы.
Передача изображений началась 4 марта. «Веги» передали около 1500 снимков внутренних областей кометы Галлея, в том числе около 70 изображений её ядра, информацию о пылевой обстановке внутри кометы, характеристиках плазмы, измерили темп испарения льдов (40 тонн в секунду в момент пролёта «Вег») и другие данные. Изображения ядра кометы были получены впервые в истории. По изображениям были определены размеры ядра (8 × 8 × 16 км), период вращения (53 часа) и примерная ориентация оси вращения, то, что вращается оно в ту же сторону, что и комета в своём обращении вокруг Солнца, отражательная способность поверхности (4 %), характеристики выбросов пыли, установлено наличие кольцевых кратеров. Кроме того, АМС обнаружили наличие сложных органических молекул.
Последний сеанс связи со станцией «Вега-1» был проведён 30 января 1987 года. В нём было зафиксировано полное израсходование азота в газобаллонах. Последний сеанс со станцией «Вега-2», в котором на борт проходили команды, был проведён 24 марта 1987 года.
В настоящее время «Веги» находятся в нерабочем состоянии на гелиоцентрической орбите.